# 瀬口黎弥
瀬口 黎弥（せぐち れいや、1996年3月11日 - ）は、日本のダンサー。FANTASTICS from EXILE TRIBEのメンバー。
福岡県出身。身長178cm。血液型A型。

## 略歴
母親が芸能事務所の仕事をしていた関係で幼少期からモデル活動をしており、地元のローカルCMなどに出演。
15歳の時にテレビでオカザイルを観て影響を受け、EXPGに通う。18歳の時に上京したが、芸能界に挑戦する期間は4年を制限として決めていた。
2016年12月29日、FANTASTICSとして始動。

## 人物
- 12年間サッカーをしていた[2]。

## 出演

### 舞台
- BOOK ACT「もう一度君と踊りたい」（2020年2月[4]、10月[5]）
- 舞台「THE 面接」（2025年3月）[6]
- 朗読劇「夢の値段」（2025年4月）[7]
- 朗読劇「夢から醒めない夢を見よ。」（2025年8月）[8]

### 映画
- 4月の君、スピカ。（2019年） - 天川風斗 役[9]
- 逃走中 THE MOVIE:TOKYO MISSION（2024年） - 西園寺陸 役[10]

### テレビドラマ
- ファーストペンギン! 第4話（2022年10月26日、日本テレビ）[11]
- 自転車屋さんの高橋くん（2022年11月 - 12月、テレビ東京） - 山本耕起 役[12]
- ようこそ〜家族のかたち〜（2025年1月5日、東海テレビ） - 主演・蜂須賀昴 役[13]

### テレビ番組
- かごピタ（2020年4月 - 2024年3月、KYT） - 2020リポーター[14]

### ミュージックビデオ
- HKT48「ウィンクは3回」（2013年）  [15]

## ライブ

### 参加
- EXILE LIVE TOUR 2025 "WHAT IS EXILE"（2025年4月19日 - 4月20日）

## 書籍

### 写真集
- びびぐら 瀬口黎弥（2024年3月11日、講談社）[16]